# Orbetello Challenger 2012
L'Orbetello Challenger 2012 è stato un torneo professionistico di tennis giocato sul cemento. È stata la 4ª edizione del torneo che fa parte dell'ATP Challenger Tour nell'ambito dell'ATP Challenger Tour 2012. Si è giocato ad Orbetello in Italia dal 23 al 29 luglio 2012.

## Partecipanti

### Teste di serie
| Nazionalità | Giocatore             | Ranking* | Testa di serie |
| ----------- | --------------------- | -------- | -------------- |
| Spagna      | Roberto Bautista Agut | 118      | 1              |
| Italia      | Matteo Viola          | 155      | 2              |
| Canada      | Peter Polansky        | 156      | 3              |
| Argentina   | Facundo Bagnis        | 163      | 4              |
| Italia      | Gianluca Naso         | 175      | 5              |
| Belgio      | Yannick Mertens       | 217      | 6              |
| Italia      | Simone Vagnozzi       | 223      | 7              |
| Portogallo  | Pedro Sousa           | 232      | 8              |

- Ranking al 16 luglio 2012.

### Altri partecipanti
Giocatori che hanno ricevuto una wild card:
- Marco Cecchinato
- Alessio di Mauro
- Matteo Marrai
- Walter Trusendi

Giocatori che hanno ricevuto un entry come special exempt per il tabellone principale:
- Evgenij Korolëv

Giocatori passati dalle qualificazioni:
- Dušan Lajović
- Goran Tošić
- Jerome Inzerillo
- Theodoros Angelinos

## Campioni

### Singolare
- Roberto Bautista Agut ha battuto in finale  Dušan Lajović con il punteggio di 6–3, 6–1

### Doppio
- Stefano Ianni /  Dane Propoggia hanno battuto in finale  Alessio di Mauro /  Simone Vagnozzi con il punteggio di 6–3, 6–2